# Eftimie Ionescu
Eftimie Ionescu (n. 8 martie 1927, Pitești, România – d. 7 octombrie 1997, București, România) a fost un jurnalist sportiv român.

## Biografie
Eftimie Ionescu s-a născut la Pitești. Apropiații îl apelau „Mache”. Absolvent al Facultății de Filologie din București (1967), al Facultății de Ziaristică din cadrul Academiei de Științe Social-Politice „Ștefan Gheorghiu” (1983) și al Cursului pentru perfecționarea cadrelor din domeniul presei (1974). După absolvirea Liceului „Nicolae Bălcescu” din Pitești, în 1945, a intrat în presa sportivă în calitate de corespondent al ziarului Sportul popular pentru județul Argeș. A venit, apoi, în Capitală, îndeplinind succesiv atribuții specifice meseriei de gazetar, de la colaborator, reporter, până la șef de secție la cotidianul Sportul. Încă din 1950, a început colaborarea cu secția de sport a Radiodifuziunii, numărându-se apoi printre reporterii care aduceau actualitatea sportivă în emisiunile nou înființatei Televiziuni naționale. În paralel, a colaborat la o serie de publicații din țară și din străinătate profilate pe teme ale fotbalului. Între 1958 și 1967, și-a desfășurat activitatea în redacția I. S. Loto-Pronosport, de unde a trecut, prin transfer, la revista Fotbal, ca șef de secție. Din 1972, a revenit la ziarul Sportul (devenit după 1989 Gazeta sporturilor), unde a lucrat ca publicist comentator până la pensionare, în 1994. Chiar și după ieșirea la pensie a continuat să semneze până în aprilie 1996, în calitate de colaborator, articole despre fotbalul românesc și internațional. Ziarist prolific, cu îndemnare pentru această meserie, autodidact, a susținut cu regularitate rubrici sportive și în paginile altor publicații, precum: Magazinul, Contemporanul, România Liberă, Ramuri, Cronica, Făclia. A redactat, împreună cu alți colegi gazetari, primul almanah fotbalistic care a apărut în România după cel de-al doilea război mondial. S-a numărat printre colaboratorii permanenți ai revistei FIFA Fotball News. În domeniul audiovizualului, a deținut rubrici permanente la Radio București și Radio Cluj și a realizat peste 200 de reportaje și transmisii tv de la tot atâtea meciuri de fotbal (el a comentat prima transmisiune a unui meci de fotbal internațional, pentru telespectatorii români, în 1965, finala Cupei Campionilor Europeni, disputată între Internazionale Milano și SL Benfica). A fost prezent la patru ediții ale CM de fotbal: cea din Anglia, în 1966; cea din Mexic, în 1970; cea din Germania de Vest, în 1974; cea din Italia, în 1990. Este autorul mai multor volume de publicistică sportivă, printre care Larma și gloria stadioanelor – Editura Sport-Turism și Așii fotbalului românesc (în colaborare cu George Ivașcu) – Editura Concordia Română. A lăsat în manuscris cartea De la Wembley la Boca Juniors – povestea a patru campionate mondiale de fotbal. Neavând copii, a fost însă foarte apropiat de tinerii jurnaliști sau aspiranți la această meserie, pe care i-a încurajat, i-a ajutat și i-a sprijinit cum a putut mai bine (printre aceștia, Călin Sterescu, Paul Zaharia, Răzvan Toma), confirmând încă o dată că era un om generos.
A fost considerat, prin valoarea demersurilor profesionale și a realizărilor sale remarcabile gazetărești, un veritabil as al presei sportive românești.